# Oncholaimus aquaedulcis
Oncholaimus aquaedulcis is een rondwormensoort uit de familie van de Oncholaimidae.